# جام جهانی فوتسال ۲۰۰۸
جام جهانی فوتسال فیفا ۲۰۰۸ ششمین دوره مسابقات جام جهانی فوتسال معتبرترین مسابقات بین‌المللی ورزش فوتسال بود که از تاریخ ٩ تا ٢٨ مهرماه سال ١٣٨٧ زیر نظر فیفا، نهاد اداره‌کننده ورزش فوتبال در برزیل برگزار شد. این مسابقات برای اولین بار با شرکت ۲۰ تیم برگزار و بزرگترین جام جهانی فوتسالی بود که تاکنون انجام شده‌است.
در این دوره تیم ملی فوتسال برزیل برای چهارمین بار متوالی به مقام قهرمانی مسابقات رسید و اسپانیا، مدافع عنوان قهرمانی، در ضربات پنالتی بازی فینال عنوان خود را از دست داد. ایتالیا و روسیه تیم‌های سوم و چهارم این مسابقات شدند.
یک‌طرفه‌ترین نتیجه و پرگل‌ترین دیدار مسابقات نیز پیروزی ۳۱ بر ۲ روسیه بر جزایر سلیمان در مرحله اول گروهی بود
ورزشگاه نلسون نیلسون در برازیلیا و ورزشگاه ماراکانا کوچک در ریو دوژانیرو دو میزبان ۵۶ مسابقه ۲۰ تیم حاضر در این مسابقات بودند. در این بازی‌ها ۳۸۷ گل به ثمر رسید (میانگین هر بازی ۶٫۹۱ گل) و مجموع تماشاگران این مسابقات ۲۹۲٬۱۶۱ نفر بودند (میانگین هر بازی ۵٬۲۱۷ تماشاچی).
پولا بازیکن برزیلی‌الاصل تیم ملی فوتسال روسیه با ۱۶ گل بهترین گل‌زن مسابقات و برنده کفش طلا و فالکائو برزیلی بهترین بازیکن رقابت‌ها و برنده توپ طلا شناخته شدند.

## تیم‌های برگزیده
| رقابت‌ها                       | تاریخ                | میزبان   | سهمیه | برگزیده                                           |
| ----------------------------- | -------------------- | -------- | ----- | ------------------------------------------------- |
| کشور میزبان                   |                      |          | ۱     | برزیل                                             |
| قهرمانی فوتسال آسیا ۲۰۰۸      | ۱۱ تا ۱۸ مه          | تایلند   | ۴     | ایران · تایلند · ژاپن · چین                       |
| قهرمانی فوتسال آفریقا ۲۰۰۸    | ۲۱ تا ۳۰ مارس        | لیبی     | ۲     | لیبی · مصر                                        |
| قهرمانی فوتسال کونکاکاف ۲۰۰۸  | ۲ تا ۸ ژوئن          | گواتمالا | ۳     | گواتمالا · کوبا · ایالات متحده آمریکا             |
| کوپا آمریکا فوتسال فیفا ۲۰۰۸  | ۲۳ تا ۲۸ ژوئن        | اروگوئه  | ۳     | اروگوئه · آرژانتین · پاراگوئه                     |
| قهرمانی فوتسال اقیانوسیه ۲۰۰۸ | ۸ تا ۱۴ ژوئن         | فیجی     | ۱     | جزایر سلیمان                                      |
| رقابت‌های انتخابی یوفا         | ۲۳ فوریه تا ۱۶ آوریل | گروهی    | ۶     | اسپانیا · پرتغال · ایتالیا · روسیه · اوکراین · چک |
| مجموع                         |                      |          | ۲۰    |                                                   |

## میزبان
|        | Ginásio do Maracanãzinho | Nilson Nelson Gymnasium |
| ------ | ------------------------ | ----------------------- |
|        |                          |                         |
| شهر    | ریو دو ژانیرو            | برازیلیا                |
| گنجایش | ۱۶٬۶۰۰                   | ۱۲٬۱۰۰                  |